# Фаддеев, Людвиг Дмитриевич
Лю́двиг Дми́триевич Фадде́ев (23 марта 1934, Ленинград — 26 февраля 2017, Санкт-Петербург) — советский и российский физик-теоретик и математик, специалист в области математической физики, действительный член Академии наук СССР (1976), позднее Российской академии наук. Почётный гражданин Санкт-Петербурга (2010). Президент Международного математического союза (1987—1990).

## Биография
Сын математиков члена-корреспондента АН СССР Дмитрия Константиновича Фаддеева и Веры Николаевны Фаддеевой.
Окончил 155-ю мужскую среднюю школу Смольнинского района Ленинграда. Сейчас это 155-я гимназия Центрального района Санкт-Петербурга.
Окончил физический факультет Ленинградского университета (1956). Ученик О. А. Ладыженской (научный руководитель) и В. А. Фока. Кандидат физико-математических наук (1959); тема кандидатской диссертации «Свойства S-матрицы для рассеяния на локальном потенциале». Доктор физико-математических наук (1963), защитил диссертацию по результатам исследований в области квантовой теории рассеяния для системы трёх частиц.
Профессор Ленинградского (Санкт-Петербургского) государственного университета (1967). Действительный член (академик) АН СССР (1976).
Работал в Ленинградском отделении Математического института АН СССР младшим, старшим научным сотрудником, заведующим лабораторией математических проблем физики. В 1968—1973 годах одновременно работал на математико-механическом факультете ЛГУ, где читал для студентов лекции по квантовой механике. С 1976 по 2000 год — директор Ленинградского (Санкт-Петербургского) отделения Математического института имени В. А. Стеклова АН СССР/РАН. В 1988—1992 годах — директор-организатор Международного математического института имени Л. Эйлера РАН. Директор Международного математического института имени Л. Эйлера с 1993 года. В 1983—1986 годах — вице-президент, в 1987—1990 годах — президент Международного математического союза. Одновременно заведовал кафедрой высшей математики и математической физики физического факультета ЛГУ/СПбГУ (до 2001 года), далее — профессор кафедры.
Член президиумов РАН и Санкт-Петербургского научного центра РАН, академик-секретарь отделения математических наук РАН, до 2016 года председатель Комиссии по золотым медалям и премиям имени выдающихся учёных, присуждаемым Российской академией наук.
Являлся главным редактором журнала «Функциональный анализ и его приложения», журнала «Природа», входил в первый состав редколлегии журнала «Теоретическая и математическая физика». Являлся членом редколлегий «Journal of Mathematical Physics», «Letters in Mathematical Physics», «Journal of Functional Analysis», «Reviews in Mathematical Physics», «Annals of Physics» и др.
Своими учителями называл В. А. Фока и О. А. Ладыженскую (речь на вручении Государственной премии РФ за 2004 год).
Жена — А. М. Веселова, дочь физика-теоретика, доктора физико-математических наук, профессора М. Г. Веселова, по специальности физик-экспериментатор, кандидат физико-математических наук, работала младшим научным сотрудником кафедры квантовой механики физического факультета ЛГУ. Дочери — Елена Евневич, математик, кандидат физико-математических наук, замужем за миллиардером Александром Евневичем, совладельцем сети магазинов Максидом и  компании «Орими Трэйд» (производство чая и кофе); Мария Фаддеева, физик-теоретик. 4 внуков.
Похоронен на Зеленогорском кладбище.

## Научная деятельность
Внёс фундаментальный вклад в решение задачи трёх тел в квантовой механике (уравнения Фаддеева), обратной задачи теории рассеяния для уравнения Шрёдингера в трёхмерном случае, в квантование неабелевых калибровочных полей методом континуального интеграла (ду́хи Фаддеева — Попова, совместно с В. Н. Поповым), в создание квантовой теории солитонов и квантового метода обратной задачи, в развитие теории квантовых групп. Автор более 200 научных трудов и пяти монографий.

## Монографии
1. Фаддеев Л. Д. Математические вопросы квантовой теории рассеяния для системы трех частиц. — Труды Математического института АН СССР. — 1963. — Т. 69. — С. 1—122.
2. Славнов А. А., Фаддеев Л. Д. Введение в квантовую теорию калибровочных полей. — М.: Наука, 1978.
3. Фаддеев Л. Д., Якубовский О. А. Лекции по квантовой механике для студентов-математиков. — Л.: Изд-во ЛГУ, 1980.
4. Меркурьев С. П., Фаддеев Л. Д. Квантовая теория рассеяния для систем нескольких частиц. — М.: Наука, 1985.
5. Тахтаджян Л. А., Фаддеев Л. Д. Гамильтонов подход в теории солитонов. — М.: Наука, 1986.

## Наиболее известные статьи
1. Фаддеев Л. Д. Теория рассеяния для системы трех частиц // Журнал экспериментальной и теоретической физики. — 1960. — Т. 39. — С. 1459—1467.
2. Faddeev L. D., Popov V. N. Feynman diagrams for the Yang-Mills field. Physics Letters B. 1967. v. 25. pp. 29-30.
3. Попов В. Н., Фаддеев Л. Д. Теория возмущений для калибровочно-инвариантных полей // Препринт ИТФ-67-36. — Киев, 1967.
4. Фаддеев Л. Д. Интеграл Фейнмана для сингулярных лагранжианов // Теоретическая и математическая физика. — 1969. — Т. 1. — Вып. 1. — С. 3—18.
5. Тахтаджян Л. А., Фаддеев Л. Д. Квантовый метод обратной задачи и XYZ модель Гейзенберга // Успехи математических наук. — 1979. — Т. 34. — Вып. 5. — С. 13—63.
6. Faddeev L. D. Operator anomaly for the Gauss law. Physics Letters B. 1984. v. 145. pp. 81-84.
7. Faddeev L. D., Shatashvili S. L. Realization of the Schwinger term in the Gauss law and the possibility of correct quantization of a theory with anomalies. Physics Letters B. 1986. v. 167. pp. 225—228.
8. Faddeev L. D., Jackiw R. Hamiltonian reduction of unconstrained and constrained systems. Physical Review Letters. 1988. v. 60. pp. 1692—1694.
9. Решетихин Н. Ю., Тахтаджян Л. А., Фаддеев Л. Д. Квантование групп Ли и алгебр Ли // Алгебра и анализ. — 1989. — Т. 1. — Вып. 1. — С. 178—206.
10. Faddeev L. D., Korchemsky G. P. High-energy QCD as a completely integrable model. Physics Letters B. 1995. v. 342. pp. 311—322.
11. Faddeev L. D., Niemi A. J. Partially dual variables in SU(2) Yang-Mills theory. Physical Review Letters. 1999. v. 82. pp. 1624—1627.

## Общественная деятельность
- Депутат Ленинградского городского Совета (1977—1987).
- Баллотировался в народные депутаты СССР (1989).
- Как и многие другие академики-математики, никогда не состоял в КПСС[17].

## Награды
научные
- Премия Дэнни Хайнемана в области математической физики (1974)
- Золотая медаль имени Дирака (Международный институт теоретической физики в Триесте, 1990)
- Международная премия имени Карпинского (1995)[18]
- Медаль имени Макса Планка (1996)
- Международная Премия имени И. Я. Померанчука (2002)
- Демидовская премия (2002) — за выдающийся вклад в развитие математики, квантовой механики, теории струн и солитонов
- Золотая медаль имени Леонарда Эйлера (2002) — за выдающиеся результаты в области математики и физики
- Эйлеровская лекция (2004)
- Премия Пуанкаре (2006)
- Премия Шао (2008) — за обширный и важный вклад в математическую физику (совместно с В. И. Арнольдом)
- Большая золотая медаль имени М. В. Ломоносова (2013)[19]

государственные
- Государственная премия СССР (1971)[15] — за цикл работ по корректной постановке и исследованию квантовой задачи трёх частиц («Уравнения Фаддеева») (1960—1967)
- Государственная премия Российской Федерации (1995)[15] — за монографию «Введение в квантовую теорию калибровочных полей» (совместно с А. А. Славновым)[20]
- Государственная премия Российской Федерации (2004) — за выдающиеся достижения в развитии математической физики[21][15]
- орден Ленина (8 мая 1987)
- орден Трудового Красного Знамени (1981)
- орден Дружбы народов (6 июня 1994) — за большой личный вклад в развитие математической физики и подготовку высококвалифицированных научных кадров[22]
- орден «За заслуги перед Отечеством» IV степени (4 июня 1999) — за большой вклад в развитие отечественной науки, подготовку высококвалифицированных кадров и в связи с 275-летием Российской академии наук[23]
- орден «За заслуги перед Отечеством» III степени (25 октября 2004) — за большой вклад в развитие фундаментальной и прикладной отечественной науки и многолетнюю плодотворную деятельность[24]
- орден Почёта (30 июля 2010) — за достигнутые трудовые успехи и многолетнюю плодотворную работу[25]
- орден Дружбы (4 июня 2014) — за достигнутые трудовые успехи, значительный вклад в социально-экономическое развитие Российской Федерации, заслуги в гуманитарной сфере, активную законотворческую и общественную деятельность, многолетнюю добросовестную работу[26]
- Почётный гражданин Санкт-Петербурга (2010)[27][28][29].

## Членство в иностранных академиях
- Иностранный почётный член Американской Академии искусств и наук
- Иностранный член Польской Академии наук
- Иностранный член Академии наук Чехословакии
- Иностранный член Национальной академии наук США
- Иностранный член Шведской королевской академии наук
- Член Европейской Академии
- Почётный член Финской Академии наук и литературы
- Иностранный почётный член Австрийской академии наук
- Иностранный член Болгарской академии наук
- Иностранный член Французской академии наук[30]
- Иностранный член Лондонского королевского общества (2010)[31][32][12]
- Иностранный член Китайской академии наук[33]
- Почётный доктор Университета Уппсалы (1993)[34]
- Почётный доктор Парижского университета Дени Дидро (1993)[35]

## Память
- 11 августа 2016 года на 23-й международной конференции по квантовой теории нескольких частиц было принято решение об учреждении медали имени Людвига Фаддеева[36][12].
- 28—31 мая 2024 в ПОМИ РАН состоялась Международная конференция по математической и теоретической физике, посвященная 90-летию со дня рождения Л. Д. Фаддеева[37][38].